# Грасбрун
Грасбрун (њем. Grasbrunn) општина је у њемачкој савезној држави Баварска. Једно је од 29 општинских средишта округа Минхен. Према процјени из 2010. у општини је живјело 6.253 становника. Посједује регионалну шифру (AGS) 9184121.

## Географски и демографски подаци
Грасбрун се налази у савезној држави Баварска у округу Минхен. Општина се налази на надморској висини од 556 метара. Површина општине износи 23,6 km². У самом мјесту је, према процјени из 2010. године, живјело 6.253 становника. Просјечна густина становништва износи 265 становника/km².

## Међународна сарадња
| Мјесто | Држава    | Врста сарадње | Од    |
| ------ | --------- | ------------- | ----- |
|        | Француска | партнерство   | 1975. |
| Извор  |           |               |       |